# Lions africains
L'expression lions africains désigne un groupe de pays africains qui connaissent un net dynamisme économique et semblent appelés à devenir les moteurs du développement du continent africain. Elle a été théorisée par, entre autres, Acha Leke (et son équipe), du cabinet McKinsey à Lagos,.
Il s'agit d'une référence aux Tigres asiatiques et Quatre dragons asiatiques.

## Composition
Le nombre de Lions africains, variable, inclut généralement l'Afrique du Sud, le Nigéria, le Maroc et la Tunisie. À quoi l'on ajoute en principe l'Égypte, l'Algérie (qui représentent chacun entre 10 % et 14 % du PIB de l'Afrique) et l'Angola . Les Lions africains représentent environ 65 % du PIB de l'Afrique.
On parle ainsi des extrémités (Nord et Sud) et des pays rentiers afin de situer ce groupe de pays qui se développe,.
De nouveaux pays africains émergent et pourraient avoir la légitimité d'intégrer cette liste : l'Éthiopie, le Kénya, la Côte d'Ivoire, le Sénégal et le Ghana grâce à leurs fortes croissances économiques et leur stabilité politique.